# David Julius
David Julius (anglès: David Jay Julius)  (Brighton Beach, 4 de novembre de 1955) és un bioquímic estatunidenc, considerat com el pioner en l'anàlisi molecular dels nociceptors. Va rebre el premi Nobel de la Fisiologia o Medicina el 2021 juntament amb Ardem Patapoutian.

## Biografia
Va néixer el 1955 a la població de Brighton Beach, situada al barri de Brooklyn (Nova York, Estats Units) i es llicencià en biologia l'any 1977 per l'Institut Tecnològic de Massachusetts (MIT). El 1984 es doctorà en bioquímica per la Universitat de Berkeley. Interessat per la docència, és professor de la Universitat de Califòrnia a San Francisco.
Així mateix és membre de nombroses acadèmies com l'Acadèmia Nacional de Ciències dels Estats Units o l'Acadèmia Nacional de les Arts i les Ciències.

## Recerca científica
Amb els seus estudis Julius va evidenciar l'existència d'una neurona sensorial, denominada nociceptor, que respondria a estímuls físics o químics la intensitat dels quals produeix dolor en l'ésser humà. Amb aquesta recerca donà suport al fet que la nocicepció és una modalitat sensorial específica i individual.
Els seus estudis han permès identificar el canal TRPV1 com a receptor neuronal d'estímuls nocius. Amb aquest canal és possible tractar dolors crònics, síndromes inflamatoris o els associats a l'artritis, el càncer o l'asma.
Al llarg de la seva carrera ha rebut nombrosos premis, entre els quals destaca el Premi Kerr d'investigació bàsica de la Societat Americana del Dolor (2006), el Premi Zülch d'investigació neuronal de la Societat Max Planck (2006), el Premio Edward Scolnick en neurociència del MIT (2007), el Premi Alden Spencer de neurociència de la Universitat de Colúmbia (2007), el Premi Julius Axelrod de la Societat de neurociència (2007) o el Premi Príncep d'Astúries d'Investigació Científica i Tècnica de 2010 al costat de Linda R. Watkins i Baruch Minke.